# 神樂七奈
神乐七奈（日语： nana kagura）是一位来自于日本的插画师和角色设计师，后来以 kagura nana 的个人势Vtuber身份出道，开始直播等相关活动。一般情况下也用该名称指代其虚拟形象。主要活跃于Youtube、bilibili和Twitter等平台。在華語圈被暱稱為狗媽。

## 人物经历
神乐七奈在中学时代就对动漫作品有着浓厚的兴趣。由于非常喜爱家庭教师HITMAN REBORN!这部作品里面的角色雲雀恭彌，她开始尝试接触插画并绘制一些作品，这为她日后成为插画家奠定了基础。
从2015年底开始，神乐七奈开始独立发表插画作品。与此同时，她开始为DMM GAMES旗下开发的游戏环战公主进行角色设计。这是她第一次正式参与商业项目的制作。
2018年，日本虚拟Youtuber名取纱那个人形象发布，这让已经积累了一些插画绘制经验的神乐七奈萌生参与Vtuber形象设计的想法。正巧此时有人建议她参与Hololive二期生百鬼绫目的形象设计，她立即回应并接受了这一工作。
此后，她参与了众多知名Vtuber的形象制作，并为自己绘制了虚拟形象，开始以的身份进行一系列活动。
2019年初，神乐七奈受到bilibili和相关字幕组的邀请，开始在bilibili平台活动。此时正值日本虚拟主播涌入B站风潮，个人势虚拟主播异军突起。由于神乐七奈先前插画师的职业，对ACG相关文化较为了解，凭借自制萌属性表情包和对目标观众的高度亲和，神乐七奈在一年多的时间里粉丝数量突破百万，其在B站虚拟up主分区粉丝量和影响力也位居前列。
2020年6月，神乐七奈正式宣布接受邀请加入VShojo新企划。不过她后续表示将以绘师的身份参与该企划，与VTuber无关。因此保留个人势的地位。同年8月，神乐七奈在上海通过bilibili和SHOWROOM举行首次个人现场表演Summer time Chilinvade，在上海主会场和东京分会场同步进行，中国国际广播电台在两个表演会现场同时进行了相关播报。
2021年5月，神乐七奈参与东方Project二创游戏东方LostWordMV企划，将与SOUND HOLIC合作制作同人主题曲，神乐七奈同时负责演唱。
2021年6月，电视动画侦探已死官方公布第二弹PV，宣布将由神乐七奈担任片尾曲演唱工作。
2025年7月21日，神樂七奈宣布因自己在去年罹患了「功能性發聲障礙」發聲困難甚至導致心理上的問題，因此決定在隔天(22日)進行喉嚨手術，希望粉絲可以等待她的回歸。

## 主要作品

### 虚拟Youtuber形象设计
| 虚拟形象名称 | 所属团体          | 备注                                                                |
| ------------ | ----------------- | ------------------------------------------------------------------- |
| 百鬼绫目     | Hololive 2期生    |                                                                     |
| 日本         | 个人势            | 为神乐七奈本人的虚拟形象                                            |
| 黒桃影       | Hololive CN 1期生 | 由于Hololive CN分部在相关争议中全员解散，故该虚拟形象已废弃不再使用 |
| 日本         | VShojo            |                                                                     |
| 嘉然         | A-SOUL            | 仅负责监修外观和人设工作                                            |
| 永雏塔菲     | 个人势            | 其中之人曾担任过黑桃影中之人                                        |
| 日本         | PRISM Project     |                                                                     |

### 轻小说插画作品
| 为其配置插画的相关作品名称            | 出版社           | 作者  |
| ------------------------------------- | ---------------- | ----- |
| 因为毒舌少女,我离开了回家部 | 角川Sneaker文库  | 日本  |
| 病娇女友跟我到了异世界      | 讲谈社轻小说文库 | 日本  |
|                                       | 德间书店         | 日本  |
|                                       | MF文库J          | 橘Pan |

### 单曲
| 单曲名称 | 作词          | 作曲         | 编曲         | 备注                   |
| -------- | ------------- | ------------ | ------------ | ---------------------- |
| Adastra  | 難波研        | 難波研       | 難波研       | 神乐七奈第一首原创单曲 |
|          | 和田たけあき  | 和田たけあき | 和田たけあき |                        |
|          | 神乐七奈      | buzzG        | 神乐七奈     |                        |
|          | 40mP          | 40mP         | 40mP         | 侦探已死片尾曲         |
|          | 神乐七奈 Rico | 齋藤真也     | 齋藤真也     | 神乐七奈的官方主题曲   |

### 专辑
| 作品名称        | 发售日        | 收录曲目                               | 备注                     |
| --------------- | ------------- | -------------------------------------- | ------------------------ |
| SPOTLIGHT vol.1 | 2021年3月24日 | 神乐七奈 オレンジ 神乐七奈×时雨羽衣 奏 | 该专辑为合集专辑         |
|                 | 2021年7月2日  | 日本电视动画侦探已死片尾曲             | 数字发行版，神乐七奈主唱 |

## 出演节目
| 节目名称                               | 平台             | 时间       | 备注                                                           |
| -------------------------------------- | ---------------- | ---------- | -------------------------------------------------------------- |
| Bilibili Macro Link-VISUAL_RELEASE     | bilibili         | 2020-12-19 | 特约嘉宾，同时与鹿乃、泠鸢yousa和物述有栖组合为特邀乐队参加    |
| クリエイターズ・スタジオ with ボカコレ | 全国FM放送协议会 | 2022-03-29 |                                                                |
| 大橋彩香とカグラナナのおはななし！     | NicoNico         | -          | 长期举行的访谈节目，每月一次，声优大桥彩香和神乐七奈为节目主办 |

## 争议事件

### 翻唱影片被指控抄袭
2021年5月初，有中国大陆网友发现，神乐七奈发布的影片Cynical Night Plan疑似抄袭彩虹社成员梅丽莎·金莲花的翻唱PV。亦有网友将二者影片合为一个影片去进行比较，通过对比两者影片发现其画面风格等方面非常相似。针对相关质疑，神乐七奈在bilibili开直播说明此事，承认存在抄袭情况，自己存在疏忽没有仔细审核，将私下与梅丽莎以及制作PV的工作人员说明此事并删除在b站发布的该影片。有观众提出神乐七奈也应在Twitter上向梅丽莎公开道歉。但神乐七奈表示，会和梅丽莎与相关人员私下表达歉意，Youtube上的相关影片将在和制作团队讨论后再决定是否删除，同时也说明了为何进行本次直播：
关于为什么我要特地来bilibili开直播来解释这件事，首先想说的是，自从影片发布以来，基本上没有看到过日本的观众提起过（这件事情）。发布对比影片以及在推特上评论提出让我发表关于该对比影片的看法的都是来自bilibili的观众，所以就来这里解释了。
此举引发部分日本网友不满，有日本网友将相关影片搬运至NicoNico，相关话题热度迅速上升，该影片最高排名一度达到第十六位。一些人指出神乐七奈在事情发生后仅在中国大陆平台说明此事，并没有在Twitter等平台进行阐释，其道歉诚意深受质疑。不过也有人认为最大责任在于PV制作者，神乐七奈所负责任并不算太大。
受此影响，神乐七奈随后在Twitter上发布日语和英语道歉声明，并隐藏在Youtube上发布的相关影片。
It was made apparent to me that the "Cynical Night Plan”video that I uploaded on the 14th of February was very similar to that of Melissa Kinrenka's.
I uploaded the video despite being unaware of its contents when it was delivered. and that's why the responsibility is entirely on me.
I would like to apologize to everyone involved for any inconvenience caused, which is why I've written this message.
I have also deleted the video, shortly after I made it private.
To Melissa's fans, I'm sorry for causing any kind of misunderstanding.
I'm sorry to all of you who like my videos, as well as to have disappointed all of you.
From now on. I will establish a teom to thoroughly check every video before I upload them.
我在2月14日上传的“Cynical Night Plan”影片与梅丽莎·金莲花的影片非常相似，这一点是显而易见的。
在影片交付给我时，尽管我并不知情该影片与她的作品很相似，但我还是选择上传了它，因此这完全是我的责任。
我谨此向所有相关人员就可能引起的任何不便之处道歉，这也是我写下道歉声明的原因。我已经将影片设为私密状态，并在此之后很快彻底删除了影片。
对于梅丽莎的粉丝们，我为造成的任何误解和非议感到抱歉。对于所有喜欢我的影片的人，包括那些对我感到失望的人，在此我也做出道歉。
今后我将建立一个团队，在上传影片之前进行核查。